# Klaas van Nek
Klaas van Nek (Amsterdam, 1 maart 1899 – Utrecht, 1 januari 1986) was een Nederlands baan- en wegwielrenner. Hij was beroepsrenner van 1919 tot 1930.
In 1916 werd Van Hek Nederlands kampioen op de weg bij de amateurs. In datzelfde jaar werd hij ook Nederlands kampioen bij de elite, een prestatie die niet meer herhaald is. Tien jaar later, in 1926, werd hij opnieuw Nederlands kampioen op de weg bij de elite. Deze overwinning werd hem toegekend nadat de aanvankelijke winnaar, Jorinus van der Wiel, werd teruggezet naar de tweede plaats.
Klaas van Nek was ook een zeer verdienstelijk baanwielrenner en reed in veel zesdaagsen in Europa en de Verenigde Staten. Zijn grootste succes behaalde hij in de Zesdaagse van Brussel van 1926, die hij won met zijn koppelgenoot Piet van Kempen.
Ook zijn oudere broer Piet was een bekende wielrenner.

## Belangrijkste overwinningen
1916
- Nationaal kampioenschap op de weg, amateurs
- Nationaal kampioenschap op de weg, elite

1926
- Nationaal kampioenschap op de weg, elite
- Zesdaagse van Brussel, samen met Piet van Kempen

- Bibliothèque nationale de France: cb165566469 (data)
- International Standard Name Identifier: 0000 0004 5097 6554
- Virtual International Authority File: 316737710